# Pietro Algeri
Pietro Algeri (né le 2 octobre 1950 à Torre de' Roveri, dans la province de Bergame, en Lombardie) est un ancien coureur cycliste et directeur sportif italien.

## Biographie
Champion du monde de poursuite par équipes amateurs en 1970, Pietro Algeri a été coureur professionnel de 1974 à 1982. 
Il n'a pas remporté de course sur route durant cette période. Il a notamment été médaillé de bronze du demi-fond aux championnats du monde sur piste de 1977 et a remporté les Six jours de Montréal en 1979 et 1980, avec Willy De Bosscher. 
À l'issue de sa carrière, Pietro Algeri est devenu directeur sportif au sein de l'équipe Del Tongo en 1982. Il a ensuite notamment exercé cette fonction dans les équipes Lampre et Mapei. De 2004 à 2008, il fait partie de l'encadrement de l'équipe Saunier Duval, en compagnie de son fils Matteo et de son frère Vittorio. En 2009, Pietro et Matteo Algeri sont directeurs sportifs de l'équipe Team Piemonte.

## Palmarès sur piste

### Championnats du monde
- Brno 1969
  -  Médaillé d'argent de la poursuite par équipes amateurs

- Leicester 1970
  -  Champion du monde de la poursuite par équipes amateurs (avec Giacomo Bazzan, Luciano Borgognoni, Giorgio Morbiato)

- San Cristóbal 1977
  -  Médaillé de bronze du demi-fond

### Championnats nationaux
- Champion d'Italie de poursuite par équipes amateurs en 1971
- Champion d'Italie de poursuite en 1975
- Champion d'Italie de demi-fond en 1977 et 1979

### Six jours
- Six jours de Montréal en 1979 et 1980, avec Willy Debosscher

## Palmarès sur route
- 1969
  - Giro delle Tre Province (it)
- 1970
  - Circuito del Porto-Trofeo Arvedi
  - 2e (contre-la-montre par équipes) et 3eb étapes du Tour de la Vallée d'Aoste
- 1972
  - Prologue de la Semaine cycliste bergamasque
  - 2e du Trophée Taschini
- 1973
  - Trofeo Papà Cervi
  - Milan-Rapallo
  - Monte Carlo-Alassio
  - 3e de la Settimana Internazionale della Brianza

## Résultats sur les grands tours

### Tour d'Italie
4 participations
- 1976 : 85e
- 1977 : 111e
- 1978 : 90e
- 1980 : abandon